# Algorithme de Chan

Exemple d'une enveloppe convexe d'un ensemble de n = 10 points. L'enveloppe contient k = 5 points.

En géométrie algorithmique, l'algorithme de Chan nommé d'après son inventeur Timothy M. Chan (en), est un algorithme sensible à la sortie qui calcule l'enveloppe convexe d'un ensemble {\displaystyle P} de {\displaystyle n} points, en dimension 2 ou 3. La complexité temporelle est {\displaystyle {\mathcal {O}}(n\log h)} où {\displaystyle h} est le nombre de points dans l'enveloppe convexe. En dimension 2, l'algorithme combine un algorithme en {\displaystyle {\mathcal {O}}(n\log n)} (par exemple le parcours de Graham) et la marche de Jarvis afin d'obtenir un algorithme en {\displaystyle {\mathcal {O}}(n\log h)}. L'algorithme de Chan est important car il est plus simple que l'algorithme de Kirkpatrick-Seidel et s'étend facilement à la dimension 3. Le paradigme utilisé dans l'algorithme s'appuie sur les travaux de Frank Nielsen,.

## Algorithme

### Version où le nombre de points h dans l'enveloppe convexe est connu
Dans un premier temps, nous présentons un algorithme qui utilise la valeur de {\displaystyle h} et nous appelons ce paramètre {\displaystyle m=h}. Cette hypothèse n'est pas réaliste et nous allons la supprimer plus tard. L'algorithme est divisé en deux phases.

#### Phase 1: pré-calcul d'enveloppes convexes pour des sous-ensembles
L'algorithme commence par partitionner {\displaystyle P} en au plus {\displaystyle 1+n/m} sous-ensembles {\displaystyle Q} avec au plus {\displaystyle m} points dans chaque sous-ensemble. Puis, on calcule l'enveloppe convexe de chacun des sous-ensembles {\displaystyle Q} en utilisant un algorithme en {\displaystyle {\mathcal {O}}(n\log n)} (par exemple le parcours de Graham). Remarquons que, comme il y a {\displaystyle {\mathcal {O}}(n/m)} sous-ensembles de {\displaystyle {\mathcal {O}}(m)} points chacun, cette phase prend {\displaystyle {\mathcal {O}}(n/m){\mathcal {O}}(m\log m)={\mathcal {O}}(n\log m)} opérations.

#### Phase 2: calcul de l'enveloppe convexe
La seconde phase consiste à exécuter une marche de Jarvis en utilisant les enveloppes convexes précalculées dans la phase 1 pour accélérer le calcul. À chaque étape de la marche de Jarvis, on considère un point {\displaystyle p_{i}} de l'enveloppe convexe et on cherche à calculer le point {\displaystyle p_{i+1}=f(p_{i},P)} tel que tous les autres points de {\displaystyle P} sont à droite de la ligne {\displaystyle p_{i}p_{i+1}}. Si l'on connait l'enveloppe convexe {\displaystyle Q} de {\displaystyle m} points, alors on peut calculer {\displaystyle f(p_{i},Q)} en {\displaystyle {\mathcal {O}}(\log m)} en utilisant la recherche dichotomique. On calcule {\displaystyle f(p_{i},Q)} pour tous les {\displaystyle {\mathcal {O}}(n/m)} sous-ensembles {\displaystyle Q} de la phase 1 en {\displaystyle {\mathcal {O}}(n/m\log m)}. Puis, on détermine {\displaystyle f(p_{i},P)} en utilisant la même technique que celle de la marche de Jarvis, mais en ne considérant que les points {\displaystyle f(p_{i},Q)} où {\displaystyle Q} est un sous-ensemble de la phase 1. Comme la marche de Jarvis répète le calcul d'un {\displaystyle f(p_{i},P)} {\displaystyle {\mathcal {O}}(h)} fois, la seconde phase prend {\displaystyle {\mathcal {O}}(n\log m)} opérations. Si {\displaystyle m=h}, elle prend {\displaystyle {\mathcal {O}}(n\log h)} opérations.

### Algorithme où h n'est pas connu
L'algorithme décrit précédemment utilise {\displaystyle m=h}. Si {\displaystyle m<h}, nous nous en rendons compte dans la marche de Jarvis au bout de {\displaystyle m+1} étapes. Ainsi, si {\displaystyle m<h}, on prend {\displaystyle {\mathcal {O}}(n\log m)} pour s'en rendre compte (et on ne calcule pas l'enveloppe convexe jusqu'au bout). Si {\displaystyle m>h}, on s'en rend compte aussi puisque l'algorithme s'arrête et calcule l'enveloppe convexe.
L'idée consiste alors à commencer l'algorithme avec une valeur petite pour {\displaystyle m}  (dans l'analyse qui suit on utilise 2, mais des nombres aux alentours de 5 marchent mieux en pratique), puis on augmente la valeur de {\displaystyle m} jusqu'à ce que {\displaystyle m>h}, et dans ce cas, on obtient l'enveloppe convexe.
Si on augmente la valeur de {\displaystyle m} trop lentement, on a besoin de répéter les phases 1 et 2 trop de fois et le temps de d'exécution est trop grand. A contrario, si on augmente les valeurs de {\displaystyle m} trop vite, on risque d'atteindre une valeur de {\displaystyle m} beaucoup trop grande par rapport à {\displaystyle h}, et le temps d'exécution est trop grand. À la manière de la stratégie utilisée dans l'algorithme de Chazelle and Matoušek's, l'algorithme de Chan élève au carré la valeur de {\displaystyle m} à chaque itération sans dépasser {\displaystyle n}. En d'autres termes, {\displaystyle m} prend les valeurs 2, 4, 16, 256, etc. et à l'itération numéro {\displaystyle t} (en commençant à 0), on a {\displaystyle m=\min(n,2^{2^{t}})}. Le temps d'exécution total de l'algorithme est
{\displaystyle \sum _{t=0}^{\lceil \log \log h\rceil }{\mathcal {O}}\left(n\log(2^{2^{t}})\right)={\mathcal {O}}(n)\sum _{t=0}^{\lceil \log \log h\rceil }O(2^{t})={\mathcal {O}}\left(n\cdot 2^{1+\lceil \log \log h\rceil }\right)={\mathcal {O}}(n\log h).}

### En dimension 3
Pour généraliser l'algorithme en dimension 3, on doit utiliser un autre algorithme en {\displaystyle {\mathcal {O}}(n\log n)} à la place du parcours de Graham et on doit utiliser une version 3D de la marche de Jarvis. La complexité temporelle reste en {\displaystyle {\mathcal {O}}(n\log h)}.

## Améliorations
Dans l'article de Chan, il y a des suggestions qui pourraient améliorer la performance de l'algorithme en pratique :
- Quand on calcule les enveloppes convexes des sous-ensembles, on peut éliminer les points qui ne sont dans l'enveloppe convexe pour les autres itérations.

- Quand {\displaystyle m} augmente, on peut calculer les nouvelles enveloppes convexes en fusionnant les enveloppes convexes précédentes au lieu de les recalculer à partir de zéro.

## Extensions
L'article de Chan contient d'autres problèmes que l'on peut rendre sensible à la sortie en utilisant la même technique, par exemple :
- Calculer la courbe minimum (lower enveloppe) d'un ensemble de {\displaystyle n} segments. Hershberger[5], donne un algorithme en {\displaystyle {\mathcal {O}}(n\log {}n)} qui peut être amélioré en {\displaystyle {\mathcal {O}}(n\log {}h)}, où  {\displaystyle h} est le nombre de segments dans la courbe minimum.

- Calculer une enveloppe convexe en dimension supérieure. On peut maintenir la complexité en {\displaystyle {\mathcal {O}}(n\log {}h)} si {\displaystyle h} reste polynomial en {\displaystyle n}.